# Dumeng Giovanoli
Dumeng Giovanoli (Sils im Engadin, 23 gennaio 1941) è un ex sciatore alpino svizzero, vincitore di due medaglie iridate e di una Coppa del Mondo di slalom speciale.

## Biografia

### Stagioni 1958-1966
Sciatore polivalente con maggior propensione alle prove tecniche originario di Sils-Maria, Giovanoli debuttò in campo internazionale in occasione dello slalom gigante di Arosa del 22 marzo 1958 (21º); nel 1961 si classificò 2º nel Gornergrat Derby di Zermatt del 18 marzo e nel 1964 si piazzò 2º nella combinata della 3-Tre disputata a Madonna di Campiglio il 18-19 gennaio.
Ai IX Giochi olimpici invernali di Innsbruck 1964, sua prima presenza olimpica, fu 13º nella discesa libera, unica gara cui prese parte, e nello stesso anno si piazzò 3º nella combinata del trofeo Tre Funivie di Sestriere (22-23 febbraio) e 2º nella discesa libera, 3º nello slalom speciale e 2º nella combinata della Roch Cup di Aspen (3-5 aprile); nel 1965 al trofeo Far West Kandahar disputato ad Alpine Meadows fu primo e secondo nei due slalom speciali e vinse la classifica di combinata (9-11 aprile) e l'anno dopo ai Mondiali di Portillo 1966 si classificò 8º nello slalom gigante e 16º nello slalom speciale.

### Stagioni 1967-1970
In Coppa del Mondo esordì nella gara inaugurale del circuito, lo slalom speciale disputato sulla Loipl di Berchtesgaden il 5 gennaio 1967, subito ottenendo il primo podio (3º dietro a Heini Messner e Jules Melquiond). Conquistò la prima vittoria nel circuito il 14 gennaio 1968 nello slalom speciale della Männlichen/Jungfrau di Wengen e una settimana dopo, il 21 gennaio, bissò il successo nello slalom speciale della Ganslern di Kitzbühel; alla fine di quella stagione 1967-1968, dopo aver ottenuto altri tre podi, risultò vincitore della Coppa del Mondo di slalom speciale, con 5 punti di vantaggio su Jean-Claude Killy, e 2º nella classifica generale, preceduto da Killy di 81 punti. Nella stessa stagione disputò i X Giochi olimpici invernali di Grenoble 1968, sua ultima presenza olimpica, classificandosi 16º nella discesa libera, 7º nello slalom gigante e 4º nello slalom speciale; nella gara di combinata, disputata in sede olimpica ma valida solo ai fini dei Mondiali 1968, vinse la medaglia d'argento.
Nella stagione 1969-1970 in Coppa del Mondo conquistò sei podi; tra questi, le sue ultime due vittorie (negli slalom giganti di Kitzbühel del 17 gennaio e di Kranjska Gora del 20 gennaio), e l'ultimo podio della sua carriera, il 3º posto nello slalom speciale di Madonna di Campiglio del 30 gennaio. A fine stagione risultò 6º nella classifica generale e 2º in quella di slalom gigante, superato dal vincitore Gustav Thöni di 5 punti. Ai Mondiali di Val Gardena 1970, sua ultima presenza iridata, vinse la medaglia di bronzo nello slalom gigante e fu 6º nello slalom speciale; l'ultimo piazzamento della sua carriera fu il 6º posto ottenuto nello slalom speciale di Coppa del Mondo disputato a Voss il 15 marzo successivo e terminò la stagione al 2º posto nella Coppa del Mondo di slalom gigante, superato dal vincitore Thöni di 5 punti.

## Palmarès

### Mondiali
- 2 medaglie:
  - 1 argento (combinata a Grenoble 1968)
  - 1 bronzo (slalom gigante[9] a Val Gardena 1970)

### Coppa del Mondo
- Miglior piazzamento in classifica generale: 2º nel 1968
- Vincitore della Coppa del Mondo di slalom speciale nel 1968
- 17 podi (8 in slalom gigante, 9 in slalom speciale):
  - 5 vittorie
  - 5 secondi posti
  - 7 terzi posti

#### Coppa del Mondo - vittorie
| Data            | Località          | Paese       | Specialità |
| --------------- | ----------------- | ----------- | ---------- |
| 14 gennaio 1968 | Wengen            | Svizzera    | SL         |
| 21 gennaio 1968 | Kitzbühel         | Austria     | SL         |
| 21 marzo 1969   | Waterville Valley | Stati Uniti | GS         |
| 17 gennaio 1970 | Kitzbühel         | Austria     | GS         |
| 20 gennaio 1970 | Kranjska Gora     | Jugoslavia  | GS         |

Legenda:

GS = slalom gigante

SL = slalom speciale

### Campionati svizzeri
- 11 medaglie (dati parziali):
  - 9 ori (discesa libera nel 1965[10]; discesa libera nel 1967[11]; slalom gigante, slalom speciale, combinata nel 1968[12]; slalom gigante, slalom speciale, combinata nel 1969[1]; combinata nel 1970[13])
  - 2 argenti (dati parziali: discesa libera nel 1962[14]; slalom speciale nel 1970[13])